# DreamHost
DreamHost es un proveedor de alojamiento web y registrador de dominios con base en Los Ángeles, California (Estados Unidos).

## La empresa

### Fundación
La empresa fue fundada en 1997 por cuatro estudiantes y con un ordenador con procesador Pentium 100 como único hardware. Como conexión de salida a Internet utilizaban una línea T1 cedida por un amigo.

### Actualidad
Actualmente la compañía dispone de más de 700 servidores instalados en un centro de datos y emplea a más de 40 personas.
Presta alojamiento web a más de 300.000 dominios, aunque el número de clientes no es conocido, ya que cada cliente puede alojar cualquier cantidad de dominios.